# Горячая точка (телесериал, Россия)
«Горячая точка» — российский криминальный телесериал. Его действие происходит в начале 2000-х годов. Главную роль исполнил Арсений Робак — сын актёра Александра Робака. Показ проходил в 2020-2024 годах на канале НТВ.

## Сюжет

### 1 сезон
События разворачиваются в 2001 году. В родной город Чернодолье возвращается контрактник Женя Мурин после семи лет службы. Там все заметно изменилось: девушка Жени употребляет наркотики, а его мама и её муж борются с бандитами за склад пиломатериалов. Женя, стремясь помочь своей семье, наживает себе врагов в лице бандитов и между ними начинается полномасштабная война. Друзья Жени — милиционер Эдик Хасанов и его сослуживец Руслан Данилов, стараются помочь ему в этой войне. На пути им встаёт не только местная братва, но и местная администрация, состоящая в доле с братвой.

### 2 сезон
После событий первого сезона Женю приговаривают к лишению свободы. Спустя несколько лет он выходит из тюрьмы и возвращается в Чернодолье. Город по-прежнему наполнен бандитами. Казалось бы, странно, ведь там новый начальник милиции. Героям предстоит бороться за землю города, который хотят превратить в игорную зону. В процессе выясняется, что к этому причастны авторитеты из Москвы.

### 3 сезон
События происходят в 2005 году. Женя переезжает в Воронеж, как и его друг Руслан. После неудачной попытки найти работу и начать новую жизнь он устраивается к Руслану в только что приобретенное им охранное предприятие. Руслан понимает, что не справится с бизнесом и делает Женю своим помощником. Тем более, что негласный хозяин Воронежа по кличке Хват, настойчиво просит продать ему предприятие. Руслан отказывается, а Хват, в свою очередь, не собирается так это оставлять…

## В ролях

### Главные герои
| Актёр           | Роль |
| --------------- | --- |
| Арсений Робак   | Евгений Олегович Мурин (Солдат) сын Раисы, бывший военный, контрактник. (1—3 сезоны)                                                                                              |
| Александр Носик | Константин Николаевич Таранов муж Раисы, ветеран Афганской войны, хозяин лесопилки, впоследствии стал смотрящим по Чернодолью после Бека. Убит Попрыгуном в 24 серии †. (1 сезон) |
| Ирина Савицкова | Раиса Евгеньевна Мурина (Таранова) мать Жени, жена Таранова. Сбита Подольской на машине, из-за чего скончалась в 47 серии †. (1—2 сезоны)                                         |
| Павел Попов     | Эдуард Борисович Хасанов друг детства Жени, сын Бориса Хасанова, капитан милиции, оперуполномоченный УВД г. Чернодолья. Убит Жихаревым в 35 серии †. (1—2 сезоны)                 |
| Назир Жуков     | Руслан Александрович Данилов друг Жени, директор охранного предприятия (3 сезон). (1—3 сезоны)                                                                                    |
| Елена Лотова    | Татьяна Павловна Казначеева врач в больнице Чернодолья (1 сезон) и Воронежа (2-3 сезоны), возлюбленная Жени (1 сезон), родившая от него ребёнка. (1—3 сезоны)                     |

### Второстепенные персонажи
| Актёр                     | Роль |
| ------------------------- | --- |
| Иван Моховиков            | Леонид Тихомиров (Лёня Море) знакомый Жени и Руслана, охранник в магазине (1 сезон), член группировки Таранова (1 сезон). После смерти Таранова сам стал бандитом и вёл свою войну. Убит сыном Свешникова в 68 серии †. (1—3 сезоны) |
| Олег Каменщиков           | Антон Алексеевич Беклемишев (Бек) криминальный авторитет, смотрящий по Чернодолью. Убит Эдиком в 16 серии †. (1-2 сезон) |
| Сергей Букреев            | Борис Кимович Хасанов отец Эдика, мэр Чернодолья (1 сезон), депутат Госдумы (2-3 сезоны). Отравлен Подольской по заказу Изотова в 71 серии, от чего скончался †. (1—3 сезоны)                                                        |
| Вера Новикова             | Екатерина Александровна Хасанова мать Эдика, супруга Бориса Хасанова. Умерла, не выдержав смерти Эдика, в 35 серии †. (1—2 сезоны)                                                                                                   |
| Александр Лырчиков        | Виктор Анатольевич Изотов криминальный бизнесмен. (1—3 сезоны) |
| Галина Анисимова          | Елена Николаевна Реброва полковник Генпрокуратры РФ, старший следователь по особо важным делам. Убита неизвестными киллерами в 70 серии †. (1—3 сезоны)                                                                              |
| Мария Ильякова            | Ольга Алексеевна Данилова жена Руслана, хозяйка швейной мастерской. (1—3 сезоны) |
| Юрий Анпилогов            | Георгий Константинович Остапчук (Контрабас) бывший сослуживец Таранова, член его группировки. Убит Попрыгуном в 24 серии †. (1 сезон)                                                                                                |
| Джалил Асретов            | Джабраил Магомедов (Джавдет) рабочий со стройки Таранова, беженец из Ичкерии. Убит своим братом в 19 серии †. (1 сезон) Ахмад Магомедов брат Джавдета, чеченский боевик Ичкерии. Убит Даниловым и Мурзиным в 22 серии †. (1 сезон)   |
| Николай Денисов           | Егор Павлович Брагин знакомый Таранова, полковник милиции, начальник УВД г. Чернодолья. Случайно убит Тарновым в 23 серии †. (1 сезон)                                                                                               |
| Сергей Шарифуллин         | Николай Малюков оперуполномоченный/следователь УВД г. Чернодолья. Убит Кожеуровым в 47 серии †. (1—2 сезоны) |
| Евгений Сафронов          | Матвей Александрович Корниенко подполковник милиции, заместитель начальника УВД г. Чернодолья. Убит Беком в 16 серии †. (1 сезон) |
| Дарья Фролова             | Марина Владимировна Копылова подруга Раисы, хозяйка салона красоты. (1—2 сезоны) |
| Ирина Лукина              | Валентина Малышева девушка Жени, впоследствии бывшая. В процессе сюжета стала наркоманкой и проституткой. После 2 сезона её судьба неизвестна. (1—2 сезоны)                                                                          |
| Наталья Беляева           | Любовь Малышева мать Вали. Умерла от алкоголизма после событий 1 сезона †. (1 сезон) |
| Андрей Дудников           | Миша Малышев младший брат Вали. После событий 1 сезона находился в детдоме. (1 сезон) |
| Иван Руденко              | Владимир Кобызев (Лысый) бандит, подручный Бека. Убит Беком в 14 серии †. (1 сезон) |
| Василий Копейкин          | Жданов (Нежданчик) бандит, подручный Бека. Убит Попрыгуном в 21 серии †. (1 сезон) |
| Максим Битюков            | Игорь Валентинович Фрязин коллега Татьяны, врач больницы Чернодолья, серийный убийца. Убит Женей в 16 серии †. (1 сезон) |
| Михаил Слесарев           | Илья Борисович Зуевич хозяин продуктового магазина в Чернодолье. (1—3 сезоны) |
| Михаил Гудошников         | Стас Ковалевский бывший жених Тани, пасынок Гордея. Убит Фрязиным в 10 серии †. (1 сезон) |
| Евгений Смирнов-Иваницкий | Сергей Губанов (Губа) телохранитель Ковалевского. Убит Фрязиным в 10 серии †. (1 сезон) |
| Олег Руденко-Травин       | Александр Валерьянович Гордиенко (Гордей) криминальный авторитет и лидер ОПГ из Москвы. Расстрелян вместе со своими людьми Женей, Тарановым и Контрабасом в 12 серии †. (1 сезон)                                                    |
| Алексей Шемес             | «Габар» торговец оружием; лидер ОПГ. Союзник Таранова и Бека. (1 сезон) |
| Сергей Калашников         | Виталий Ильин участковый УВД г. Чернодолья, капитан милиции (1, 3 сезоны), подручный Бусыги (2 сезон). (1—3 сезоны) |
| Александр Миронов         | Сергеич бывший сослуживец Таранова. Убит Шейхом в 30 серии †. (1—2 сезоны) |
| Дмитрий Архангельский     | «Попрыгун» уголовник, бандит, работал на Гордея (1 сезон) и на Сыча (2 сезон). Убит Лёней в 48 серии †. (1—2 сезоны) |
| Юрий Внуков               | Владимир (Вовчик) бармен в кафе в Чернодолье. (1—2 сезоны) |
| Светлана Потанина         | Зоя Васильевна Казначеева мать Тани. (1—2 сезоны) |
| Татьяна Чердынцева        | Екатерина Подольская знакомая Жени, бывшая любовница Бека и Хасанова. Хитрая и наглая аферистка и убийца. (2—3 сезоны) |
| Пётр Баранчеев            | Пётр Семёнович Бусыгин (Бусыга) бандит, стал смотрящим по Чернодолью под руководством Сыча после Таранова. Убит Шумом в 44 серии †. (2 сезон)                                                                                        |
| Виктор Конухин            | Кузя бандит, подручный Бусыги. Убит Челентано в 44 серии †. (2 сезон) |
| Сергей Борисов            | Олег Чиляев (Челентано) бывший сотрудник милиции, работал на Хасанова и Сыча под прикрытием. Случайно убит Кожеуровым в 48 серии. (2 сезон)                                                                                          |
| Юрий Архангельский        | Сергей Павлович Лялин (Сыч) вор в законе и лидер ОПГ из Москвы. Убит Попрыгуном по заказу Хасанова в 47 серии †. (2 сезон) |
| Сергей Мурзин             | Валерий Васильевич Ведерников полковник милиции, начальник УВД г. Чернодолья, «оборотень в погонах». Арестован в 48 серии. (2 сезон)                                                                                                 |
| Дмитрий Янышевский        | Григорий Горюнов майор милиции, опер УВД г. Чернодолья, «оборотень в погонах». Убит Кожеуровым в 47 серии †. (2 сезон) |
| Андрей Аверьянов          | Михаил Жихарев капитан милиции, опер УВД г. Чернодолья, «оборотень в погонах». Случайно убит Горюновым в 35 серии †. (2 сезон) |
| Анна Макшанова            | Серафима Владимировна Осташко следователь Генпрокуратры РФ, помощница Ребровой. (2—3 сезоны) |
| Даниил Толстых            | Вадим Новиков оперативник УВД г. Воронежа. Убит Колывановым в 72 серии †. (2—3 сезоны) |
| Михаил Солодко            | Василий Михайлович Воробьёв (Михалыч) знакомый Жени, ветеран боевых действий, председатель Совета Ветеранов г. Воронежа (3 сезон). Случайно погиб, упав с высоты, в 72 серии †. (2—3 сезоны)                                         |
| Дмитрий Красильников      | Павел Евгеньевич Казначеев отец Тани. Убит людьми Шейха в 33 серии †. (2 сезон) |
| Александр Кульков         | Валентин Сергеевич Кожеуров опер из Краснодара, подручный Ведерникова, «оборотень в погонах». Случайно погиб, убегая от Жени, в 48 серии †. (2 сезон)                                                                                |
| Алексей Лысенко           | Яша подручный Бусыги. Убит Серафимой в 47 серии †. (2 сезон) |
| Андрей Астраханцев        | Аркадий Семёнович Капник юрист, работал на Сыча. Задержан милицией и убит сокамерниками в 25 серии †. (2 сезон) |
| Александр Тараньжин       | Игорь Михайлович Васютин прокурор Воронежской области. (2 сезон) |
| Алла Подчуфарова          | Ирэна Станиславовна адвокат, работала на Сыча. Убита Горюновым в 35 серии †. (2 сезон) |
| Наби Ахмедов              | Мовсар (Шейх) (Тане представился Игорем) террорист; главарь банды духов. Убит Русланом в 33 серии †. (2 сезон) |
| Роман Пахомов             | Ярослав любовник Оли, дизайнер из ее мастерской. (2—3 сезоны) |
| Антон Фигуровский         | Антон муж Марины. (2—3 сезоны) |
| Егор Барановский          | Сергей Шумилин (Шум) сослуживец Жени и Руслана, подрывник. Убит Женей в 46 серии †. (2 сезон) |
| Олег Кныш                 | Алексей Николаевич Таранов/Отец Гавриил родной брат Таранова, священник. (2—3 сезоны) |
| Тимур Ефременков          | «Паровоз» уголовник и бандит. (2 сезон) |
| Маина Чижевская           | Наташа официантка в кафе в Чернодолье, любовница Челенатно. (2 сезон) |
| Виктор Немец              | Карпачёв начальник оперативной части колонии, в которой сидел Женя. Убит Глебом в 65 серии †. (2—3 сезоны) |
| Владислав Котлярский      | Валентин Сергеевич Хват криминальный авторитет, смотрящий по Воронежу. Убит Верниковым в 60 серии †. (2—3 сезоны) |
| Николай Козак             | Павел Игнатьевич Верников подполковник милиции, заместитель начальника ГУВД по г. Воронежу, дядя Новикова. Убит киллером в 68 серии †. (3 сезон)                                                                                     |
| Андрей Балыков            | Шуша правая рука Хвата. Взорван в машине Хвата по заказу Михалыча в 55 серии, от чего умер †. (3 сезон) |
| Евгения Бурдихина         | Марина Александровна Паничева майор милиции, начальник ОУР УВД г. Воронежа. Убита киллером по заказу Хвата в 53 серии †. (3 сезон)                                                                                                   |
| Владимир Кравченко        | Олег сосед Жени, компьютерный гений. (3 сезон) |
| Алина Воронцова           | Виктория Холмогорова хорошая знакомая Жени, журналистка. Предположительно, убита Вороновым в 72 серии, но возможно осталась жива †. (3 сезон)                                                                                        |
| Сергей Гузеев             | Анатолий Иванович Колыванов следователь УВД г. Воронежа. (3 сезон) |
| Евгения Романова          | Рита дочь Хвата. (3 сезон) |
| Чеслав Головинец          | Ардашников следователь прокуратуры г. Воронежа. (3 сезон) |
| Алексей Рыжков            | Михаил Шебалин следователь прокуратры г. Воронежа. (3 сезон) |
| Сергей Иванюк             | Храпунов опер УВД г. Воронежа. Убит Лёней в 56 серии †. (3 сезон) |
| Илья Хвостиков            | Мазаев опер УВД г. Воронежа. Убит Лёней в 56 серии †. (3 сезон) |
| Алексей Малашкин          | Тепляков (Юрич) охранник в ЧОПе Руслана. Убит неизвестными в 72 серии †. (3 сезон) |
| Алексей Вакулов           | Равиль помощник Хасанова, любовник Подольской. (3 сезон) |
| Константин Самоуков       | Глеб член группировки Михалыча. Случайно погиб, преследуя Женю, в 67 серии †. (3 сезон) |
| Антон Афанасьев           | Алексей Кириллович Иванишев полковник милиции, начальник ГУВД по г. Воронежу. (3 сезон) |
| Вячеслав Крикунов         | Андрей Суглобов ветеран боевых действий, знакомый Жени. Убит Мазаевым в 56 серии †. (3 сезон) |
| Максим Важов              | Капустин майор милиции, новый начальник УВД г. Чернодолья. (3 сезон) |

## Съёмки и показ
Первый сезон проекта снимался в 2019 году. Его показ на канале НТВ проходил с 27 января по 11 февраля 2020 года в 21:00. Всего было выпущено 24 серии.
Съёмки второго 24-х серийного сезона прошли с декабря 2020 по июль 2021 года. Новые серии выходили в эфир с 29 ноября по 8 декабря 2021 года в 20:00 на канале НТВ.
С октября 2022 по апрель 2023 года проходили съёмки третьего сезона. Премьерный показ его 24-х серий проходил на НТВ с 16 по 25 апреля 2024 года в 20:00.
В августе 2024 года стало известно, что сериал продлили на четвертый сезон. Всего запланировано 24 серии, премьера состоится в 2026 году.

## Обзор сезонов
| Сезон | Сезон | Серии | Премьерный показ            |
| ----- | ----- | ----- | --------------------------- |
|       | 1     | 24    | 27 января — 11 февраля 2020 |
|       | 2     | 24    | 29 ноября — 8 декабря 2021  |
|       | 3     | 24    | 16 — 25 апреля 2024         |